# Каватинагано
Каватинагано (яп. 河内長野市 Каватинагано-си) — город в Японии, находящийся в префектуре Осака. Площадь города составляет 109,61 км², население — 108 439 человек (1 августа 2014), плотность населения — 989,32 чел./км².

## Географическое положение
Город расположен на острове Хонсю в префектуре Осака региона Кинки. С ним граничат города Сакаи, Идзуми, Осакасаяма, Тондабаяси, Годзё, Хасимото, посёлок Кацураги и село Тихаяакасака.

## Население
Население города составляет 108 439 человек (1 августа 2014), а плотность — 989,32 чел./км². Изменение численности населения с 1980 по 2005 годы:
| 1980 | 78 572 чел.  |  |
| 1985 | 91 313 чел.  |  |
| 1990 | 108 767 чел. |  |
| 1995 | 117 082 чел. |  |
| 2000 | 121 008 чел. |  |
| 2005 | 117 239 чел. |  |

## Символика
Деревом города считается камфорное дерево, цветком — хризантема.